# Rapiqum
Rapiqum va ser una ciutat estat de Mesopotàmia prop de Sippar, a la zona entre l'Eufrates i el Tigris.
Xamxi-Adad I, rei d'Assíria, va permetre a la ciutat d'Eixnunna que l'ocupés, però després se la va arrabassar i la va cedir a Hammurabi de Babilònia. Els habitants d'Eixnunna i els seue aliats, van derrotar els defensors. Després hi van anar les tropes de Mari. Més tard, Tukultininurta I d'Assíria va eixamplar els seus territoris cap a l'Eufrates i es va annexionar Mari, Khana, Rapiqum i "les muntanyes dels akhlamu".